# Чрнци
Чрнци  (словен. Črnci) је насељено место у општини Апаче у североисточној Словенији у Помурској регији.
Насеље се налази на надморској висини 219,1 м површине 5,36 км². Приликом пописа становништва 2011. године Чрнци су имали 299 становника

## Културна баштина
У насељу се налази феудални барокни дворац из 17. века, који је реновиран у неокласичном стилу у 19. веку. Поред њега у наељу се налазе још 4 непокретна културна добра Словеније.